# Світовий книжковий ярмарок

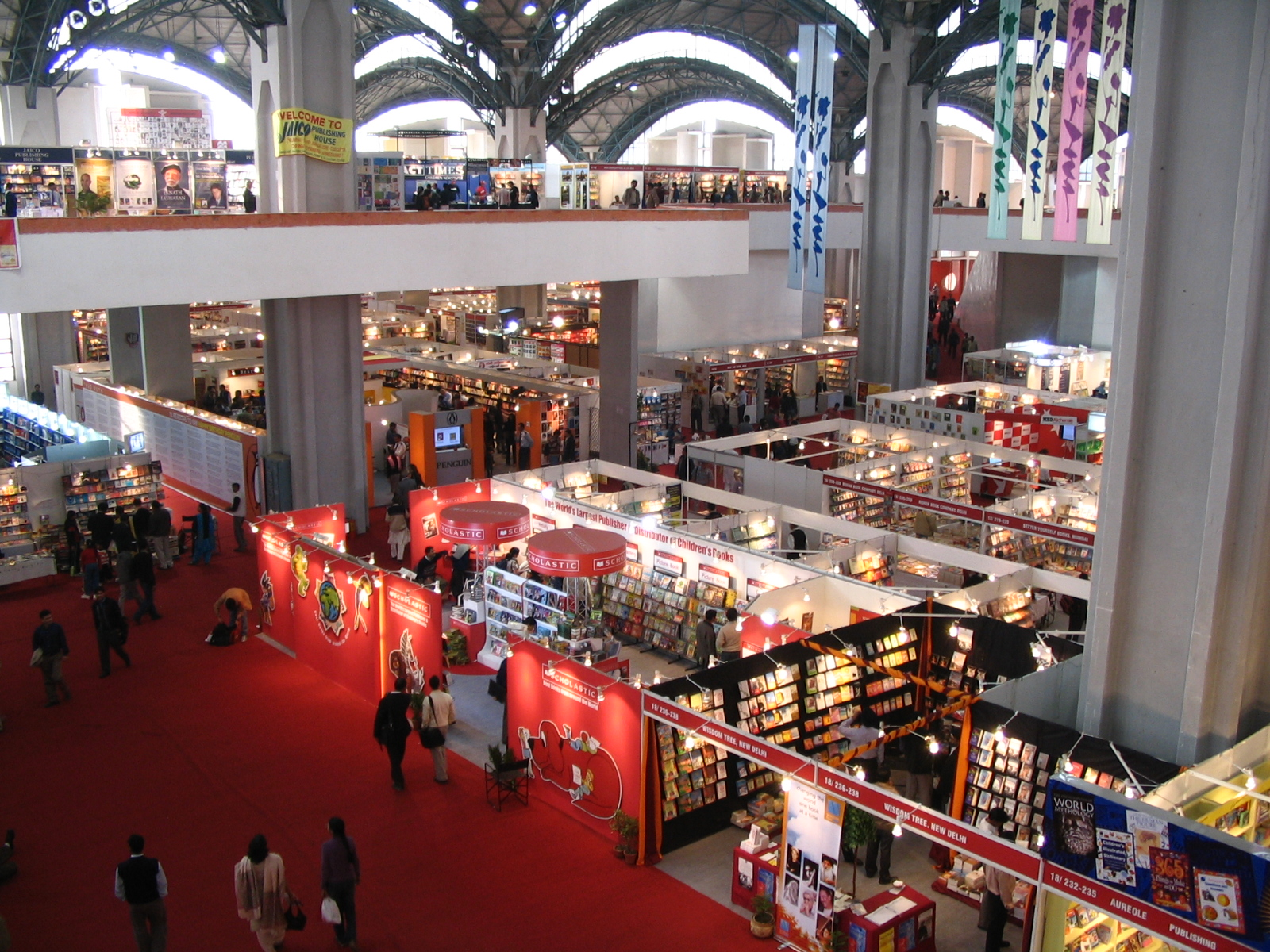
Світовий книжковий ярмарок

Світовий книжковий ярмарок (англ. World Book Fair) — найстаріший в Індії книжковий ярмарок, що проводиться у виставочному центрі Праґаті-Майдан в Нью-Делі, Делі. Його було вперше проведено в 1972 році, зараз він проводиться раз на два роки у лютому. Організатором заходу виступає Національний книжковий траст (National Book Trust, NBT). Це найбільший книжковий ярмарок в Індії та другий у світі, у ньому беруть участь компанії з 23 країн. Ярмарок підтримує зростаючу видавничу діяльність не тільки Індії, але й країн-сусідів. Значення ярмарку настільки велике перш за все через важливість самої Індії, яка є третім ринком англомовної літератури у світі, тут діють 12 тис. видавництв, які щороку видають 90 тис. найменувань понад 18 мовами.